# Океръельм, Эбба
Графиня Эбба Океръельм (швед. Ebba Åkerhielm, полное имя Ebba Aurora Ulrika Åkerhielm af Margaretelund, урождённая Gyldenstolpe; 1841—1913) — шведская дворянка, придворная дама, обергофмейстерина.

## Биография
Родилась 25 декабря 1841 года в Стокгольме. Была дочерью графа Адольфа Фредрика Нильса Гилденстолпе и его жены Эббы Элеоноры Браге (Ebba Eleonora Brahe).

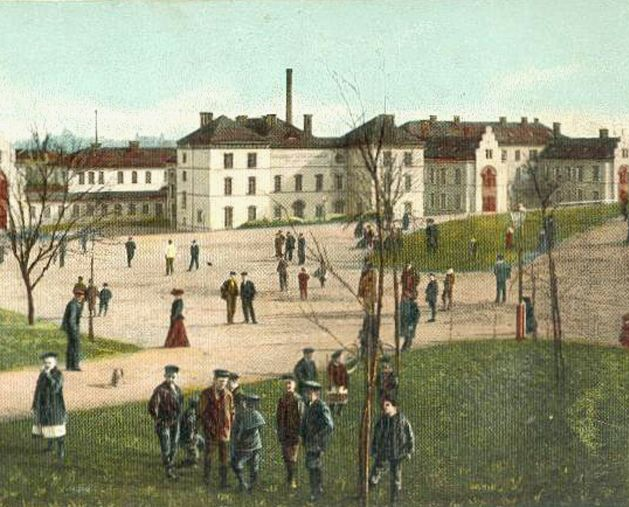
Детская больница наследной принцессы Луизы на почтовой открытке

В 1860 году Эбба Юльденстольпе вышла замуж за премьер-министра Швеции Густава Окерхильма. В 1870 году Фриц фон Дардель описывал Эббу Океръельм как жизнерадостную красавицу, которую хорошо приняли во дворе. С 1885 по 1897 год она была председателем правления Детской больницы наследной принцессы Луизы Нидерландской. В 1890 году Эбба была назначена обергофмейстериной королевы Софии Нассауской и занимала этот пост в течение семнадцати лет.
Умерла Эбба Океръельм 25 декабря 1913 года в Стокгольме. После её смерти при дворе королевы было установлено восемь дней скорби, и в этот период умерла сама София Нассауская. Эбба Океръельм была похоронена в канун Нового года в стокгольмской церкви Святой Клары, позже её прах был перенесён на семейное захоронение Океръельм на кладбище этой же церкви.
Была удостоена мемориальных королевских наград: Konung Oscar II:s jubileumsminnestecken (1897) и Konung Oscar II:s och Drottning Sofias guldbröllopsminnestecken (1907), а также турецкой награды — ордена Милосердия (1899).

## Семья
В браке с Густавом Окерхильмом родилось трое детей:
- Ebba Elisabet Åkerhielm af Margretelund (1860—1903),
- Gustaf Fredrik Nils Åkerhielm af Margretelund (1863—1920),
- Ebba Aurora Charlotta Åkerhielm af Margretelund (1867—1931).